# Jorden under mine fødder
Jorden under mine fødder er en dansk dokumentarfilm fra 2007, der er instrueret af Michael Noer.

## Handling
Filmen er en skæbnefortælling om mennesker på opholdsstedet Slettebjerggård i Hundested. Filmen handler om den pensionerede anatomiprofessor Finn Bojsen-Møller og hans kone Meretes vedholdende og kærlige arbejde med deres unge plejebørn. David og Dan føler sig svigtet af verden, og deres tvivl på kærlighed er derfor stor. I Finn og Meretes kamp for at give plejebørnene kærlighed, bliver de selv nødt til at balancere imellem kærlighed og svigt i deres forhold til deres svært handicappede søn Jesper, som bor på en institution. På godt og ondt så har alle en familie, alle ønsker kærlighed, og alle forsøger at finde jorden under deres fødder.